# 590 a.C.
Il 590 a.C. (DXC a.C. in numeri romani) è un anno  del VI secolo a.C.

## Eventi
Viene fondata Milano dai Galli Insubri.

## Nati
- Ciro II di Persia, sovrano († 530 a.C.)

## Morti
- Mirsilo di Mitilene, politico greco antico